# Lisa Mamié
Lisa Mamié (* 27. Oktober 1998 in Zürich) ist eine Schweizer Schwimmerin und Europameisterin über 200 m Brust (2022). 

## Karriere
Lisa Mamié schwimmt seit dem Alter von 13 Jahren für die Limmat Sharks Zürich. Bisher nahm sie an fünf Europameisterschaften und viermal bei Weltmeisterschaften teil. Mamié hält den Schweizer Rekord über 50 m, 100 m und 200 m Brust (Langbahn) sowie über 50 und 100 m Brust (Kurzbahn). Ihr Trainer ist Dirk Reinicke.
Bei den Europameisterschaften 2020 in Budapest, die aufgrund der COVID-19-Pandemie um ein Jahr auf 2021 verschoben wurde, gewann sie in ihrem ersten EM-Finale die Silbermedaille über 200 Meter Brust mit 2:22,05 min. Bereits im Halbfinale erreichte sie einen neuen Schweizer Rekord, den sie im Finale weiter steigerte. Insgesamt senkte sie die Bestmarke in Budapest um 2,22 Sekunden. Bei den Europameisterschaften 2022 in Rom gewann sie die Goldmedaille über 200 Meter Brust.
Bei den Weltmeisterschaften 2024 erreichte Mamié über 200 m Brust erstmals ein WM-Finale, in dem sie Achte wurde. Bei den Europameisterschaften gewann sie die Silbermedaille über 100 m Brust und die Bronzemedaille über 200 m Brust. An den Olympischen Spielen im selben Jahr schied sie in beiden Disziplinen in den Vorläufen aus. Über 100 m wurde sie 23., über 200 m 17. Im Vorlauf über 200 m schwamm sie die Zeit von 2:26,39 min – rund 4 Sekunden über ihrem Schweizer Rekord und 1,5 Sekunden über ihrer Bestleistung im Jahr 2024.

## Erfolge
- 11. August 2020: Sieg bei den Sette Colle Trophy in Rom (100 m Brust, 1:06,60 min – Schweizer Rekord und europäische Jahresbestleistung)[7].
- 21. Mai 2021: Silbermedaille an den Europameisterschaften in Budapest (200 m Brust, 2:22,05 min)
- 15. August 2022: Goldmedaille bei den Europameisterschaften in Rom (200 m Brust, 2:23,27 min)
- 12. Juli 2023: Sieg bei den Olympiavorbereitungen (200 m Brust 2:25,23 min)
- 19. Juni 2024: Silbermedaille an den Europameisterschaften in Belgrad (100 m Brust, 1:07,15 min)
- 21. Juni 2024: Bronzemedaille an den Europameisterschaften in Belgrad (200 m Brust, 2:26,10 min)

## Privates
Lisa Mamié besuchte das Sportgymnasium an der Kantonsschule Rämibühl und studiert seit Sommer 2018 an der Universität Zürich italienische und französische Sprach- und Literaturwissenschaften. Sie spricht Deutsch, Englisch, Französisch und Italienisch und wohnt in Zürich. Ihre Mutter ist Italienerin, ihr Vater Schweizer.